# Spodoptera pallens
Spodoptera pallens är en fjärilsart som beskrevs av Max Wilhelm Karl Draudt 1924. Spodoptera pallens ingår i släktet Spodoptera och familjen nattflyn. Inga underarter finns listade i Catalogue of Life.